# Hopkinsia rosacea
Hopkinsia rosacea är en snäckart som beskrevs av Frank Mace MacFarland 1905. Hopkinsia rosacea ingår i släktet Hopkinsia och familjen Goniodorididae. Inga underarter finns listade i Catalogue of Life.